# Stampin' Ground
Stampin’ Ground – brytyjska grupa muzyczna wywodząca się z nurtu hardcore, wykonująca połączenie metalcore oraz thrash metalu. Działała w latach 1995–2006.

## Historia
Zespół powstała w 1995 w Cheltenham. Inspirował się stylem amerykańskich formacji Pantera, Metallica, Hatebreed, Sick of It All, Madball, Slayer i Anthrax. Początkowo był zaliczany do nurtu hardcore. Po wydaniu albumu Demons Run Amok w październiku 1997 ze składu odszedł wokalista Heath Crosby. Od początku 1998 za śpiew odpowiadał Adam Frakes-Sime. W tym samym roku Stampin' Ground związał się wytwórnią Kingfish, działającą przy Century Media Records. Jej nakładem wydano płytę An Expression Of Repressed Violence pod koniec 1998.
W 2000 Century Media wydała kolejny album SG, zatytułowany Carved From Empty Words. Album znamionował połączenie stylów hardcore i metalowego. Został entuzjastycznie przyjęty przez krytyków (album miesiąca według Terrorizer, ocena 10/10, w recenzji brytyjskiego „Metal Hammera” oraz album tygodnia i ocena 5/5 według Kerrang!). W 2002 wieloletni perkusista grupy Adrian „Ade” Stokes odszedł ze składu, a jego miejsce zajął Neil Hutton, znany z zespołu Benediction. W 2003 wydany został ostatni w historii album formacji, zatytułowany A New Darkness Upon Us. Słyszalne w nim były wpływy stylu grupy Slayer.
Twórczość Stampin’ Ground w warstwie tekstowej skupiała się na tematach relacji międzyludzkich, nienawiści, śmierci, buntu, problemów społecznych, związanych z egzekwowaniem prawa, odgórnymi nakazami, jak również dotykała kwestie religii. Sam zespół w takich słowach opisał swoje inspiracje tekstowe: Naszą inspiracją jest samo życie. Wszystkie małe dramaty, które wydarzają się wokół nas. Mamy swoje zdanie na temat wydarzeń, które dzieją się wokół nas. Nasz zespół jest zaś takim pojazdem, maszyną, dzięki której możemy wyrażać głośno swoje opinie. We wczesnych wydawnictwach grupy poruszana była także problematyka straight edge.
Od początku swojej działalności grupa intensywnie koncertowała, zarówno na trasach, jak też festiwalach. W 2003 roku grupa zagrała na głównej scenie festiwalu Download Festival.
Zespół wystąpił jeden raz w Polsce – koncert miał miejsce w Warszawie 24 czerwca 2004 roku (jako supporty wystąpiły wówczas grupy Forest in Blood, Schizma oraz AmetriA).
9 września 2006 oficjalnie poinformowano o zakończeniu działalności zespołu po 11 latach aktywności. Jednocześnie podkreślono, iż „nie ma to nic wspólnego z różnicami muzycznymi, sprawami osobistymi czy marnymi wymówkami, które słyszeliście milion razy. Prawda jest taka, że poczuliśmy właściwy czas by zaprzestać. Nigdy nie przedstawialiśmy siebie aby zdobyć mistrzostwo świata, chcieliśmy tylko wytrwać 15 rund i dostać trochę dobrych ciosów”.
W 2008 grupa Architects nagrała cover utworu „Officer Down”, wydany na składance Covering 20 Years of Extremes Century Media.
Po likwidacji Stampin' Ground muzycy zespołu zostali członkami dwóch innych grup: Suicide Watch oraz Romeo Must Die. Gitarzysta Scott Atkins został producentem muzycznym – zajmował się m.in. debiutanckim wydawnictwem Romeo Must Die pt. Defined By Enemies (EP). Odpowiadał też m.in. za inżynierię dźwięku w ramach miksowania albumu Evangelion polskiej grupy Behemoth.

## Członkowie
- Adam Frakes-Sime (śpiew) (1998-2006) (później Romeo Must Die)
- Scott Atkins (gitara) (1995-2006)
- Antony „Mobs” Mowbray (gitara) (1995-2006)
- Ben Frost (gitara basowa) (2003-2006) (później Romeo Must Die)
- Neil Hutton (perkusja) (2002-2006) (wcześniej Benediction)
- Ian Glasper (gitara basowa) (1995-2003) (później Suicide Watch)
- Adrian „Ade” Stokes (perkusja) (1995-2002) (później Suicide Watch)
- Heath Crosby (śpiew) (1995-1997)

## Dyskografia[10]
- Dawn Of Night 7" single (1996)[1]
- Starved 7" single (1996)[1]
- Stampin’ Ground Mini-CD (X.1996, We Bite)[1]
- Demons Run Amok (V.1997)[1]
- An Expression Of Repressed Violence (1998)[1]
- The Darkside Versus the Eastside (split Mini-CD wspólnie z Knuckledust) (1999)[1]
- Carved From Empty Words (2000)[1]
- Trapped In The Teeth Of Demons live 10” (edycja limitowana) (2003)
- A New Darkness Upon Us (2003)[1]

## Teledyski
- „Officer Down” (2000)
- „Bear The Scars” (2004)[11][12]